# Lista över avsnitt av The Walking Dead
Detta är en lista över avsnitt av TV-serien The Walking Dead, som börjades sändas i AMC den 31 oktober 2010. Den skapades av Frank Darabont och är baserad på serietidningen med samma namn av Robert Kirkman, Tony Moore och Charlie Adlard.

## Översikt
| Säsong | Säsong | Avsnitt | Avsnitt | Originalvisning       | Originalvisning      |
| Säsong | Säsong | Avsnitt | Avsnitt | Första sändningsdatum | Sista sändningsdatum |
| ------ | ------ | ------- | ------- | --------------------- | -------------------- |
|        | 1      | 6       | 6       | 31 oktober 2010       | 5 december 2010      |
|        | 2      | 13      | 13      | 16 oktober 2011       | 18 mars 2012         |
|        | 3      | 16      | 16      | 14 oktober 2012       | 31 mars 2013         |
|        | 4      | 16      | 16      | 13 oktober 2013       | 30 mars 2014         |
|        | 5      | 16      | 16      | 12 oktober 2014       | 29 mars 2015         |
|        | 6      | 16      | 16      | 11 oktober 2015       | 3 april 2016         |
|        | 7      | 16      | 16      | 23 oktober 2016       | 2 april 2017         |
|        | 8      | 16      | 16      | 22 oktober 2017       | 15 april 2018        |
|        | 9      | 16      | 16      | 7 oktober 2018        | 31 mars 2019         |
|        | 10     | 22      | 22      | 6 oktober 2019        | 4 april 2021         |
|        | 11     | 24      | 24      | 22 augusti 2021       | 20 november 2022     |

## Avsnittslista

### Säsong 1 (2010)
| Nr i serien | Nr i säsongen | Titel                  | Regissör              | Manus                                             | Originalvisning  |
| --- | ------------- | ---------------------- | --------------------- | ------------------------------------------------- | ---------------- |
| 1 | 1             | "Days Gone Bye"        | Frank Darabont        | Frank Darabont                                    | 31 oktober 2010  |
| Vicesheriffen Rick Grimes blir skottskadad av förrymda brottslingar och hamnar i koma. Efter en okänd tid vaknar han upp i ett övergivet sjukhus och upptäcker att hans hemstad har invaderats av smittsamma, köttätande zombier. Rick återvänder hem men hittar inte sin fru och son, som säkerligen har flytt därifrån. Istället möter han Morgan Jones och hans son Duane, som förklarar för honom hur vardagen numera ser ut och vad som krävs för att överleva. Rick packar ner en massa vapen och beger sig till Atlanta för att hitta sin familj. |               |                        |                       |                                                   |                  |
| 2 | 2             | "Guts"                 | Frank Darabont        | Michelle MacLaren                                 | 7 november 2010  |
| När Rick kommer fram till Atlanta upptäcker han att det inte är så säkert som han trodde. Det kryllar av zombies överallt och han flyr in i ett varuhus, där han träffar på en grupp överlevare. Varuhuset blir omringat av zombies och Rick blir tvungen att komma på en idé om hur alla ska kunna ta sig därifrån oskadda. |               |                        |                       |                                                   |                  |
| 3 | 3             | "Tell It to the Frogs" | Gwyneth Horder-Payton | Charles H. Eglee, Jack LoGiudice & Frank Darabont | 14 november 2010 |
| Rick återförenas med sin familj när han följer med gruppen till deras läger. När Daryl återkommer från en jakt blir han rasande när han får höra att hans bror har lämnats handfängslad på ett tak. Rick, Daryl, Glenn och T-Dog åker därför tillbaka för att hämta hem Merle men även för att hitta väskan med vapnen som Rick tappade. Lori är rasande på Shane då han sagt till henne att Rick var död fast han nu visar sig vara vid liv. |               |                        |                       |                                                   |                  |
| 4 | 4             | "Vatos"                | Johan Renck           | Robert Kirkman                                    | 21 november 2010 |
| Rick, Daryl, Glenn och T-Dog hittar dit där de lämnade Merle men hittar bara hans avhuggna hand. De försöker även att hämta Ricks väska med vapen men de hamnar då i konkurrens med en annan grupp som tar Glenn som gisslan. I lägret börjar Jim bete sig konstigt och gräver gropar utan anledning, vilket oroar de andra. |               |                        |                       |                                                   |                  |
| 5 | 5             | "Wildfire"             | Ernest Dickerson      | Glen Mazzara                                      | 28 november 2010 |
| Gruppens läger har invaderats av zombies och många av dem har dödats, inklusive Andreas syster Amy. De märker också att Jim har blivit biten så de måste ta beslut om hans öde. Rick övertalar gruppen att åka tillbaka till Atlanta för att söka upp smittskyddsinstitutet, i hopp om att finna svar och medicinsk behandling. Shanes ledarskap försämras då han inte håller med om Ricks planer. |               |                        |                       |                                                   |                  |
| 6 | 6             | "TS-19"                | Guy Ferland           | Adam Fierro & Frank Darabont                      | 5 december 2010  |
| Rick och de andra i gruppen släpps in i smittskyddsinstitutet men de finner bara en enda forskare, Dr. Edwin Jenner. Gruppen begär att få svar om zombieapokalypsen så Jenner visar dem TS-19, en MR-filmning av en person som blev biten. Gruppen får inte det svar som de hoppades på att få höra och värre blir det när strömmen håller på att ta slut. |               |                        |                       |                                                   |                  |

### Säsong 2 (2011–2012)
| Nr i serien | Nr i säsongen | Titel                      | Regissör                                 | Manus                          | Originalvisning  |
| --- | ------------- | -------------------------- | ---------------------------------------- | ------------------------------ | ---------------- |
| 7 | 1             | "What Lies Ahead"          | Ernest Dickerson & Gwyneth Horder-Payton | Ardeth Bey & Robert Kirkman    | 16 oktober 2011  |
| Gruppens nya plan är att bege sig till Fort Benning. Men när en stor hjord av zombier dyker upp försvinner Carols dotter Sophia ifrån gruppen. Alla måste börja leta efter henne. |               |                            |                                          |                                |                  |
| 8 | 2             | "Bloodletting"             | Ernest Dickerson                         | Glen Mazzara                   | 23 oktober 2011  |
| Efter att Carl blir skjuten av misstag förs gruppen till en familj som bor på en närliggande bondgård. Shane ger sig ut på ett farligt uppdrag till den lokala gymnasiet för att hitta medicinsk utrustning. |               |                            |                                          |                                |                  |
| 9 | 3             | "Save the Last One"        | Phil Abraham                             | Scott M. Gimple                | 30 oktober 2011  |
| Carls tillstånd försämras och de får ont om tid, vilket gör att Rick och Lori måste fatta ett svårt beslut. Shane och Otis försöker att ta sig tillbaka till gården med utrustningen men får problem med att undkomma zombierna.                                                                                                |               |                            |                                          |                                |                  |
| 10 | 4             | "Cherokee Rose"            | Billy Gierhart                           | Evan Reilly                    | 6 november 2011  |
| Medan Carl håller på att återhämta sig lägger gruppen återigen sitt fokus på att hitta Sophia. Ett problem uppstår med en brunn och Lori ber Glenn att hämta en särskild sak från ett apotek. |               |                            |                                          |                                |                  |
| 11 | 5             | "Chupacabra"               | Guy Ferland                              | David Leslie Johnson           | 13 november 2011 |
| Medan Daryl letar efter Sophia blir han skadad och fast mitt i skogen. Shane uppmanar Rick att avblåsa sökandet efter Sophia. Samtidigt får Glenn reda på en hemlighet. |               |                            |                                          |                                |                  |
| 12 | 6             | "Secrets"                  | David Boyd                               | Angela Kang                    | 20 november 2011 |
| Lori försöker hantera sin situation med graviditeten men håller det hemligt för Rick. Glenn berättar för Dale att Hershels lada är fylld med zombies. Andrea blir proffsig på att hantera vapen efter att Shane undervisade henne. Dale får reda på Shanes mörka hemlighet om Otis död. Rick får reda på Loris affär med Shane. |               |                            |                                          |                                |                  |
| 13 | 7             | "Pretty Much Dead Already" | Michelle MacLaren                        | Scott M. Gimple                | 27 november 2011 |
| Hela gruppen får reda på att ladan är fullt med zombier, vilket skapar orolighet. Hershel blir skeptisk mot att låta gruppen stanna på hans gård, såvida inte Rick gör ett tufft beslut för honom. Shane gör drastiska åtgärder, vilket leder till en tragisk avslöjande.                                                       |               |                            |                                          |                                |                  |
| 14 | 8             | "Nebraska"                 | Clark Johnson                            | Evan Reilly                    | 12 februari 2012 |
| Efter incidenten med ladan begraver gruppen sina nära och kära. Beth hamnar i chocktillstånd och en förtvivlad Hershel försvinner. Rick och Glenn letar efter honom i en närliggande stad men möter två främmande män. Lori försöker att följa efter Rick.                                                                      |               |                            |                                          |                                |                  |
| 15 | 9             | "Triggerfinger"            | Billy Gierhart                           | David Leslie Johnson           | 19 februari 2012 |
| Rick, Glenn och Hershel hamnar i en vapenstrid med fiender i stan. Under tiden räddar Shane livet på Lori efter en bilolycka. Rick räddar livet på en av fienderna men vad han ska göra härnäst blir inte lätt att avgöra. |               |                            |                                          |                                |                  |
| 16 | 10            | "18 Miles Out"             | Ernest Dickerson                         | Scott M. Gimple & Glen Mazzara | 26 februari 2012 |
| Rick och Shane blir oeniga över huruvida de ska släppa Randall fri eller döda honom. Samtidigt på gården börjar kvinnorna kritisera varandra för situationen med den självmordsbenägna Beth. |               |                            |                                          |                                |                  |
| 17 | 11            | "Judge, Jury, Executioner" | Greg Nicotero                            | Angela Kang                    | 4 mars 2012      |
| Rick och gruppen beslutar att avrätta Randall, vilket får Dale att protestera, eftersom han inte vill att gruppen ska förlora sin humanitet. Samtidigt blir Carl vårdslös, vilket leder till allvarliga konsekvenser. |               |                            |                                          |                                |                  |
| 18 | 12            | "Better Angels"            | Guy Ferland                              | Evan Reilly & Glen Mazzara     | 11 mars 2012     |
| Efter Dales död genomgår gruppen en attitydförändring för att hedra honom. Carl får skuldkänslor över sina handlingar. Shanes antagonistiska beteende får honom att ta saken i egna händer och avgör Randalls öde. En upphettad konfrontation uppstår mellan Rick och Shane.                                                    |               |                            |                                          |                                |                  |
| 19 | 13            | "Beside the Dying Fire"    | Ernest Dickerson                         | Robert Kirkman & Glen Mazzara  | 18 mars 2012     |
| En stor flock av zombier attackerar gården och gruppen kämpar sig ur situationen. Under attacken splittras gruppen och många av dem kommer inte undan oskadda. Dessutom avslöjas hemligheten angående hur man egentligen blir förvandlad till en zombie.                                                                        |               |                            |                                          |                                |                  |

### Säsong 3 (2012–2013)
| Nr i serien | Nr i säsongen | Titel                         | Regissör            | Manus                      | Originalvisning  |
| ----------- | ------------- | ----------------------------- | ------------------- | -------------------------- | ---------------- |
| 20          | 1             | "Seed"                        | Ernest Dickerson    | Glen Mazzara               | 14 oktober 2012  |
| 21          | 2             | "Sick"                        | Billy Gierhart      | Nichole Beattie            | 21 oktober 2012  |
| 22          | 3             | "Walk with Me"                | Guy Ferland         | Evan Reilly                | 28 oktober 2012  |
| 23          | 4             | "Killer Within"               | Guy Ferland         | Sang Kyu Kim               | 4 november 2012  |
| 24          | 5             | "Say the Word"                | Greg Nicotero       | Angela Kang                | 11 november 2012 |
| 25          | 6             | "Hounded"                     | Dan Attias          | Scott M. Gimple            | 18 november 2012 |
| 26          | 7             | "When the Dead Come Knocking" | Dan Sackheim        | Frank Renzulli             | 25 november 2012 |
| 27          | 8             | "Made to Suffer"              | Billy Gierhart      | Robert Kirkman             | 2 december 2012  |
| 28          | 9             | "The Suicide King"            | Lesli Linka Glatter | Evan Reilly                | 10 februari 2013 |
| 29          | 10            | "Home"                        | Seith Mann          | Nichole Beattie            | 17 februari 2013 |
| 30          | 11            | "I Ain't a Judas"             | Greg Nicotero       | Angela Kang                | 24 februari 2013 |
| 31          | 12            | "Clear"                       | Tricia Brock        | Scott M. Gimple            | 3 mars 2013      |
| 32          | 13            | "Arrow on the Doorpost"       | David Boyd          | Ryan C. Coleman            | 10 mars 2013     |
| 33          | 14            | "Prey"                        | Stefan Schwartz     | Glen Mazzara & Evan Reilly | 17 mars 2013     |
| 34          | 15            | "This Sorrowful Life"         | Greg Nicotero       | Scott M. Gimple            | 24 mars 2013     |
| 35          | 16            | "Welcome to the Tombs"        | Ernest Dickerson    | Glen Mazzara               | 31 mars 2013     |

### Säsong 4 (2013–2014)
| Nr i serien | Nr i säsongen | Titel                         | Regissör              | Manus                             | Originalvisning  |
| ----------- | ------------- | ----------------------------- | --------------------- | --------------------------------- | ---------------- |
| 36          | 1             | "30 Days Without an Accident" | Greg Nicotero         | Scott M. Gimple                   | 13 oktober 2013  |
| 37          | 2             | "Infected"                    | Guy Ferland           | Angela Kang                       | 20 oktober 2013  |
| 38          | 3             | "Isolation"                   | Dan Sackheim          | Robert Kirkman                    | 27 oktober 2013  |
| 39          | 4             | "Indifference"                | Tricia Brock          | Matthew Negrete                   | 3 november 2013  |
| 40          | 5             | "Internment"                  | David Boyd            | Channing Powell                   | 10 november 2013 |
| 41          | 6             | "Live Bait"                   | Michael Uppendahl     | Nichole Beattie                   | 17 november 2013 |
| 42          | 7             | "Dead Weight"                 | Jeremy Podeswa        | Curtis Gwinn                      | 24 november 2013 |
| 43          | 8             | "Too Far Gone"                | Ernest Dickerson      | Seth Hoffman                      | 1 december 2013  |
| 44          | 9             | "After"                       | Greg Nicotero         | Robert Kirkman                    | 9 februari 2014  |
| 45          | 10            | "Inmates"                     | Tricia Brock          | Matthew Negrete & Channing Powell | 16 februari 2014 |
| 46          | 11            | "Claimed"                     | Seith Mann            | Nichole Beattie & Seth Hoffman    | 23 februari 2014 |
| 47          | 12            | "Still"                       | Julius Ramsay         | Angela Kang                       | 2 mars 2014      |
| 48          | 13            | "Alone"                       | Ernest Dickerson      | Curtis Gwinn                      | 9 mars 2014      |
| 49          | 14            | "The Grove"                   | Michael E. Satrazemis | Scott M. Gimple                   | 16 mars 2014     |
| 50          | 15            | "Us"                          | Greg Nicotero         | Nichole Beattie & Seth Hoffman    | 23 mars 2014     |
| 51          | 16            | "A"                           | Michelle MacLaren     | Scott M. Gimple & Angela Kang     | 30 mars 2014     |

### Säsong 5 (2014–2015)
| Nr i serien | Nr i säsongen | Titel                               | Regissör              | Manus                             | Originalvisning  |
| ----------- | ------------- | ----------------------------------- | --------------------- | --------------------------------- | ---------------- |
| 52          | 1             | "No Sanctuary"                      | Greg Nicotero         | Scott M. Gimple                   | 12 oktober 2014  |
| 53          | 2             | "Strangers"                         | David Boyd            | Robert Kirkman                    | 19 oktober 2014  |
| 54          | 3             | "Four Walls and a Roof"             | Jeffrey F. January    | Angela Kang & Corey Reed          | 26 oktober 2014  |
| 55          | 4             | "Slabtown"                          | Michael E. Satrazemis | Matthew Negrete & Channing Powell | 2 november 2014  |
| 56          | 5             | "Self Help"                         | Ernest Dickerson      | Heather Bellson & Seth Hoffman    | 9 november 2014  |
| 57          | 6             | "Consumed"                          | Seith Mann            | Matthew Negrete & Corey Reed      | 16 november 2014 |
| 58          | 7             | "Crossed"                           | Billy Gierhart        | Seth Hoffman                      | 23 november 2014 |
| 59          | 8             | "Coda"                              | Ernest Dickerson      | Angela Kang                       | 30 november 2014 |
| 60          | 9             | "What Happened and What's Going On" | Greg Nicotero         | Scott M. Gimple                   | 8 februari 2015  |
| 61          | 10            | "Them"                              | Julius Ramsay         | Heather Bellson                   | 15 februari 2015 |
| 62          | 11            | "The Distance"                      | Larysa Kondracki      | Seth Hoffman                      | 22 februari 2015 |
| 63          | 12            | "Remember"                          | Greg Nicotero         | Channing Powell                   | 1 mars 2015      |
| 64          | 13            | "Forget"                            | David Boyd            | Corey Reed                        | 8 mars 2015      |
| 65          | 14            | "Spend"                             | Jennifer Lynch        | Matthew Negrete                   | 15 mars 2015     |
| 66          | 15            | "Try"                               | Michael E. Satrazemis | Angela Kang                       | 22 mars 2015     |
| 67          | 16            | "Conquer"                           | Greg Nicotero         | Scott M. Gimple & Seth Hoffman    | 29 mars 2015     |

### Säsong 6 (2015–2016)
| Nr i serien | Nr i säsongen | Titel                | Regissör              | Manus                             | Originalvisning  |
| ----------- | ------------- | -------------------- | --------------------- | --------------------------------- | ---------------- |
| 68          | 1             | "First Time Again"   | Greg Nicotero         | Scott M. Gimple & Matthew Negrete | 11 oktober 2015  |
| 69          | 2             | "JSS"                | Jennifer Lynch        | Seth Hoffman                      | 18 oktober 2015  |
| 70          | 3             | "Thank You"          | Michael Slovis        | Angela Kang                       | 25 oktober 2015  |
| 71          | 4             | "Here's Not Here"    | Stephen Williams      | Scott M. Gimple                   | 1 november 2015  |
| 72          | 5             | "Now"                | Avi Youabian          | Corey Reed                        | 8 november 2015  |
| 73          | 6             | "Always Accountable" | Jeffrey F. January    | Heather Bellson                   | 15 november 2015 |
| 74          | 7             | "Heads Up"           | David Boyd            | Channing Powell                   | 22 november 2015 |
| 75          | 8             | "Start to Finish"    | Michael E. Satrazemis | Matthew Negrete                   | 29 november 2015 |
| 76          | 9             | "No Way Out"         | Greg Nicotero         | Seth Hoffman                      | 14 februari 2016 |
| 77          | 10            | "The Next World"     | Kari Skogland         | Angela Kang & Corey Reed          | 21 februari 2016 |
| 78          | 11            | "Knots Untie"        | Michael E. Satrazemis | Matthew Negrete & Channing Powell | 28 februari 2016 |
| 79          | 12            | "Not Tomorrow Yet"   | Greg Nicotero         | Seth Hoffman                      | 6 mars 2016      |
| 80          | 13            | "The Same Boat"      | Billy Gierhart        | Angela Kang                       | 13 mars 2016     |
| 81          | 14            | "Twice as Far"       | Alrick Riley          | Matthew Negrete                   | 20 mars 2016     |
| 82          | 15            | "East"               | Michael E. Satrazemis | Scott M. Gimple & Channing Powell | 27 mars 2016     |
| 83          | 16            | "Last Day on Earth"  | Greg Nicotero         | Scott M. Gimple & Matthew Negrete | 3 april 2016     |

### Säsong 7 (2016–2017)
| Nr i serien | Nr i säsongen | Titel                                    | Regissör              | Manus                                           | Originalvisning  |
| ----------- | ------------- | ---------------------------------------- | --------------------- | ----------------------------------------------- | ---------------- |
| 84          | 1             | "The Day Will Come When You Won't Be"    | Greg Nicotero         | Scott M. Gimple                                 | 23 oktober 2016  |
| 85          | 2             | "The Well"                               | Greg Nicotero         | Matthew Negrete                                 | 30 oktober 2016  |
| 86          | 3             | "The Cell"                               | Alrick Riley          | Angela Kang                                     | 6 november 2016  |
| 87          | 4             | "Service"                                | David Boyd            | Corey Reed                                      | 13 november 2016 |
| 88          | 5             | "Go Getters"                             | Darnell Martin        | Channing Powell                                 | 20 november 2016 |
| 89          | 6             | "Swear"                                  | Michael E. Satrazemis | David Leslie Johnson                            | 27 november 2016 |
| 90          | 7             | "Sing Me a Song"                         | Rosemary Rodriguez    | Angela Kang & Corey Reed                        | 4 december 2016  |
| 91          | 8             | "Hearts Still Beating"                   | Michael E. Satrazemis | Matthew Negrete & Channing Powell               | 11 december 2016 |
| 92          | 9             | "Rock in the Road"                       | Greg Nicotero         | Angela Kang                                     | 12 februari 2017 |
| 93          | 10            | "New Best Friends"                       | Jeffrey F. January    | Channing Powell                                 | 19 februari 2017 |
| 94          | 11            | "Hostiles and Calamities"                | Kari Skogland         | David Leslie Johnson                            | 26 februari 2017 |
| 95          | 12            | "Say Yes"                                | Greg Nicotero         | Matthew Negrete                                 | 5 mars 2017      |
| 96          | 13            | "Bury Me Here"                           | Alrick Riley          | Scott M. Gimple                                 | 12 mars 2017     |
| 97          | 14            | "The Other Side"                         | Michael E. Satrazemis | Angela Kang                                     | 19 mars 2017     |
| 98          | 15            | "Something They Need"                    | Michael Slovis        | Corey Reed                                      | 26 mars 2017     |
| 99          | 16            | "The First Day of the Rest of Your Life" | Greg Nicotero         | Scott M. Gimple & Angela Kang & Matthew Negrete | 2 april 2017     |

### Säsong 8 (2017–2018)
| Nr i serien | Nr i säsongen | Titel                           | Regissör              | Manus                                                           | Originalvisning  |
| ----------- | ------------- | ------------------------------- | --------------------- | --------------------------------------------------------------- | ---------------- |
| 100         | 1             | "Mercy"                         | Greg Nicotero         | Scott M. Gimple                                                 | 22 oktober 2017  |
| 101         | 2             | "The Damned"                    | Rosemary Rodriguez    | Matthew Negrete & Channing Powell                               | 29 oktober 2017  |
| 102         | 3             | "Monsters"                      | Greg Nicotero         | Matthew Negrete & Channing Powell                               | 5 november 2017  |
| 103         | 4             | "Some Guy"                      | Dan Liu               | David Leslie Johnson-McGoldrick                                 | 12 november 2017 |
| 104         | 5             | "The Big Scary U"               | Michael E. Satrazemis | Scott M. Gimple & David Leslie Johnson-McGoldrick & Angela Kang | 19 november 2017 |
| 105         | 6             | "The King, the Widow, and Rick" | John Polson           | Angela Kang & Corey Reed                                        | 26 november 2017 |
| 106         | 7             | "Time for After"                | Larry Teng            | Matthew Negrete & Corey Reed                                    | 3 december 2017  |
| 107         | 8             | "How It's Gotta Be"             | Michael E. Satrazemis | David Leslie Johnson-McGoldrick & Angela Kang                   | 10 december 2017 |
| 108         | 9             | "Honor"                         | Greg Nicotero         | Matthew Negrete & Channing Powell                               | 25 februari 2018 |
| 109         | 10            | "The Lost and the Plunderers"   | David Boyd            | Angela Kang & Channing Powell & Corey Reed                      | 4 mars 2018      |
| 110         | 11            | "Dead or Alive Or"              | Michael E. Satrazemis | Eddie Guzelian                                                  | 11 mars 2018     |
| 111         | 12            | "The Key"                       | Greg Nicotero         | Corey Reed & Channing Powell                                    | 18 mars 2018     |
| 112         | 13            | "Do Not Send Us Astray"         | Jeffrey F. January    | Angela Kang & Matthew Negrete                                   | 25 mars 2018     |
| 113         | 14            | "Still Gotta Mean Something"    | Michael E. Satrazemis | Eddie Guzelian                                                  | 1 april 2018     |
| 114         | 15            | "Worth"                         | Michael Slovis        | David Leslie Johnson-McGoldrick & Corey Reed                    | 8 april 2018     |
| 115         | 16            | "Wrath"                         | Greg Nicotero         | Scott M. Gimple & Angela Kang & Matthew Negrete                 | 15 april 2018    |

### Säsong 9 (2018–2019)
| Nr i serien | Nr i säsongen | Titel              | Regissör                 | Manus                                            | Originalvisning  |
| ----------- | ------------- | ------------------ | ------------------------ | ------------------------------------------------ | ---------------- |
| 116         | 1             | "A New Beginning"  | Greg Nicotero            | Angela Kang                                      | 7 oktober 2018   |
| 117         | 2             | "The Bridge"       | Daisy von Scherler Mayer | David Leslie Johnson-McGoldrick                  | 14 oktober 2018  |
| 118         | 3             | "Warning Signs"    | Dan Liu                  | Corey Reed                                       | 21 oktober 2018  |
| 119         | 4             | "The Obliged"      | Rosemary Rodriguez       | Geraldine Inoa                                   | 28 oktober 2018  |
| 120         | 5             | "What Comes After" | Greg Nicotero            | Scott M. Gimple & Matthew Negrete                | 4 november 2018  |
| 121         | 6             | "Who Are You Now?" | Larry Teng               | Eddie Guzelian                                   | 11 november 2018 |
| 122         | 7             | "Stradivarius"     | Michael Cudlitz          | Vivian Tse                                       | 18 november 2018 |
| 123         | 8             | "Evolution"        | Michael E. Satrazemis    | David Leslie Johnson-McGoldrick                  | 25 november 2018 |
| 124         | 9             | "Adaptation"       | Greg Nicotero            | Corey Reed                                       | 10 februari 2019 |
| 125         | 10            | "Omega"            | David Boyd               | Channing Powell                                  | 17 februari 2019 |
| 126         | 11            | "Bounty"           | Meera Menon              | Matthew Negrete                                  | 24 februari 2019 |
| 127         | 12            | "Guardians"        | Michael E. Satrazemis    | LaToya Morgan                                    | 3 mars 2019      |
| 128         | 13            | "Chokepoint"       | Liesl Tommy              | Eddie Guzelian & David Leslie Johnson-McGoldrick | 10 mars 2019     |
| 129         | 14            | "Scars"            | Millicent Shelton        | Corey Reed & Vivian Tse                          | 17 mars 2019     |
| 130         | 15            | "The Calm Before"  | Laura Belsey             | Geraldine Inoa & Channing Powell                 | 24 mars 2019     |
| 131         | 16            | "The Storm"        | Greg Nicotero            | Angela Kang & Matthew Negrete                    | 31 mars 2019     |

### Säsong 10 (2019–2021)
| Nr i serien | Nr i säsongen | Titel                         | Regissör                 | Manus                               | Originalvisning  |
| ----------- | ------------- | ----------------------------- | ------------------------ | ----------------------------------- | ---------------- |
| 132         | 1             | "Lines We Cross"              | Greg Nicotero            | Angela Kang                         | 6 oktober 2019   |
| 133         | 2             | "We Are the End of the World" | Greg Nicotero            | Nicole Mirante-Matthews             | 13 oktober 2019  |
| 134         | 3             | "Ghosts"                      | David Boyd               | Jim Barnes                          | 20 oktober 2019  |
| 135         | 4             | "Silence the Whisperers"      | Michael Cudlitz          | Geraldine Inoa                      | 27 oktober 2019  |
| 136         | 5             | "What It Always Is"           | Laura Belsey             | Eli Jorné                           | 3 november 2019  |
| 137         | 6             | "Bonds"                       | Dan Liu                  | Kevin Deiboldt                      | 10 november 2019 |
| 138         | 7             | "Open Your Eyes"              | Michael Cudlitz          | Corey Reed                          | 17 november 2019 |
| 139         | 8             | "The World Before"            | John Dahl                | Julia Ruchman                       | 24 november 2019 |
| 140         | 9             | "Squeeze"                     | Michael E. Satrazemis    | David Leslie Johnson-McGoldrick     | 23 februari 2020 |
| 141         | 10            | "Stalker"                     | Bronwen Hughes           | Jim Barnes                          | 1 mars 2020      |
| 142         | 11            | "Morning Star"                | Michael E. Satrazemis    | Julia Ruchman & Vivian Tse          | 8 mars 2020      |
| 143         | 12            | "Walk with Us"                | Greg Nicotero            | Eli Jorné & Nicole Mirante-Matthews | 15 mars 2020     |
| 144         | 13            | "What We Become"              | Sharat Raju              | Vivian Tse                          | 22 mars 2020     |
| 145         | 14            | "Look at the Flowers"         | Daisy von Scherler Mayer | Channing Powell                     | 29 mars 2020     |
| 146         | 15            | "The Tower"                   | Laura Belsey             | Kevin Deiboldt & Julia Ruchman      | 5 april 2020     |
| 147         | 16            | "A Certain Doom"              | Greg Nicotero            | Jim Barnes & Eli Jorné & Corey Reed | 4 oktober 2020   |
| 148         | 17            | "Home Sweet Home"             | David Boyd               | Kevin Deiboldt & Corey Reed         | 28 februari 2021 |
| 149         | 18            | "Find Me"                     | David Boyd               | Nicole Mirante-Matthews             | 7 mars 2021      |
| 150         | 19            | "One More"                    | Laura Belsey             | Erik Mountain & Jim Barnes          | 14 mars 2021     |
| 151         | 20            | "Splinter"                    | Laura Belsey             | Julia Ruchman & Vivian Tse          | 21 mars 2021     |
| 152         | 21            | "Diverged"                    | David Boyd               | Heather Bellson                     | 28 mars 2021     |
| 153         | 22            | "Here's Negan"                | Laura Belsey             | David Leslie Johnson-McGoldrick     | 4 april 2021     |

### Säsong 11 (2021–2022)
| Nr i serien | Nr i säsongen | Titel                   | Regissör              | Manus                                 | Originalvisning   |
| ----------- | ------------- | ----------------------- | --------------------- | ------------------------------------- | ----------------- |
| 154         | 1             | "Acheron: Part I"       | Kevin Dowling         | Angela Kang & Jim Barnes              | 22 augusti 2021   |
| 155         | 2             | "Acheron: Part II"      | Kevin Dowling         | Angela Kang & Jim Barnes              | 29 augusti 2021   |
| 156         | 3             | "Hunted"                | Frederick E.O. Toye   | Vivian Tse                            | 5 september 2021  |
| 157         | 4             | "Rendition"             | Frederick E.O. Toye   | Nicole Mirante-Matthews               | 12 september 2021 |
| 158         | 5             | "Out of the Ashes"      | Greg Nicotero         | LaToya Morgan                         | 19 september 2021 |
| 159         | 6             | "On the Inside"         | Greg Nicotero         | Kevin Deiboldt                        | 26 september 2021 |
| 160         | 7             | "Promises Broken"       | Sharat Raju           | Julia Ruchman                         | 3 oktober 2021    |
| 161         | 8             | "For Blood"             | Sharat Raju           | Erik Mountain                         | 10 oktober 2021   |
| 162         | 9             | "No Other Way"          | Jon Amiel             | Corey Reed                            | 20 februari 2022  |
| 163         | 10            | "New Haunts"            | Jon Amiel             | Magali Lozano                         | 27 februari 2022  |
| 164         | 11            | "Rogue Element"         | Michael Cudlitz       | David Leslie Johnson-McGoldrick       | 6 mars 2022       |
| 165         | 12            | "The Lucky Ones"        | Tawnia McKiernan      | Vivian Tse                            | 13 mars 2022      |
| 166         | 13            | "Warlords"              | Loren Yaconelli       | Jim Barnes & Erik Mountain            | 20 mars 2022      |
| 167         | 14            | "The Rotten Core"       | Marcus Stokes         | Erik Mountain & Jim Barnes            | 27 mars 2022      |
| 168         | 15            | "Trust"                 | Lily Mariye           | Kevin Deiboldt                        | 3 april 2022      |
| 169         | 16            | "Acts of God"           | Catriona McKenzie     | Nicole Mirante-Matthews               | 10 april 2022     |
| 170         | 17            | "Lockdown"              | Greg Nicotero         | Julia Ruchman                         | 2 oktober 2022    |
| 171         | 18            | "A New Deal"            | Jeffrey F. January    | Corey Reed & Kevin Deiboldt           | 9 oktober 2022    |
| 172         | 19            | "Variant"               | Karen Gaviola         | Julia Ruchman                         | 16 oktober 2022   |
| 173         | 20            | "Parts of Us"           | Rosemary Rodriguez    | Vivian Tse                            | 23 oktober 2022   |
| 174         | 21            | "Komus"                 | Daniel Sackheim       | Jim Barnes & Magali Lozano            | 30 oktober 2022   |
| 175         | 22            | "The Way We Used to Be" | Daniel Sackheim       | Kevin Deiboldt                        | 6 november 2022   |
| 176         | 23            | "Acts of God: Part 2"   | Michael E. Satrazemis | LaToya Morgan                         | 13 november 2022  |
| 177         | 24            | "Rest in Peace"         | Greg Nicotero         | Angela Kang & Corey Reed & Jim Barnes | 20 november 2022  |

### Fotnoter
1. ↑  ”The Walking Dead” (på engelska). TV.Com. Arkiverad från originalet den 27 januari 2013. https://web.archive.org/web/20130127092037/http://www.tv.com/shows/the-walking-dead/. Läst 25 januari 2017.